# 早ズバッ!ナマたまご
『早ズバッ!ナマたまご』（はやズバッ ナマたまご）は、2008年3月28日から2014年3月28日までTBSと一部系列局で生放送されていた、『みのもんたの朝ズバッ!→朝ズバッ!』の姉妹番組且つ前座的プレ番組である。放送時間は毎週月曜日 - 金曜日の5:15 - 5:30。通称・略称は、『早ズバッ!』。データ放送対応番組である。

## 概要
朝いちばんのニュースなど、最新情報を伝える番組。5時台前半に『TBS NEWS』（旧：『JNNニュースバード』→『TBSニュースバード』）から独立した情報番組が編成および前座情報プレ番組が放送されるのは、『あさがけウォッチ!』終了以来約4年ぶりのことである。『TBS NEWS』は本番組開始前の時点で既に定時放送であり、TBS系における平日早朝番組枠はこれと本番組の2階建て編成になる。
開始が5:15という中途半端な時間だが、これは『めざましテレビ』第1部（フジテレビ系列）より10分、『Oha!4 NEWS LIVE』第2部 （日本テレビ系列）より5分早い（後者は一部系列局除く）、割と戦略的な開始時間でもある。一部の番組表では5:15から『朝ズバッ!』と表記されているところもある。ただし、サッカー特番や4月の『マスターズゴルフ』、お盆頃の『全米プロゴルフ選手権』などで番組自体が休止になることもある。
硬派な内容を中心に扱う『朝ズバッ!』と異なり、女性キャスター中心の進行であることや、ロゴやテロップがピンク色を基調としているなど明るい雰囲気になっている。
2008年3月28日の金曜日にスタートしたのはTBSテレビ・静岡放送・中部日本放送の3局で、その他のネット局は同年3月31日の月曜日に放送を開始した。さらに、同年8月4日の月曜日からはテレビ山口、同年9月29日の月曜日からは毎日放送でも放送を開始。事実上番組開始当初から放送していた山陽放送と山陰放送に加え、テレビ山口でも放送を開始したことにより、中国地方では中国放送を除く全地域で常時ネットするようになった。
2009年3月30日、番組構成と出演者がリニューアルされた。同年9月28日からは、岡村仁美に代わり江藤愛が出演を開始。2010年1月4日放送分より、蓮見孝之に代わり井上貴博が番組に加入した。
2010年3月26日を以って、天気担当の根本美緒が『朝ズバッ!』共々降板。翌週の天気コーナーは江藤が担当し、4月7日放送分からは『朝ズバッ!』天気担当の美馬怜子が本番組でも天気コーナーを担当する。2010年9月24日放送分を以って、江藤が『朝ズバッ!』共々降板。江藤に代わり、9月29日から小林悠が担当となった。
2013年4月1日放送分より、小林に代わり、この日から『朝ズバッ!』を担当する吉田明世が出演を開始。また、9月27日を以って、3年8か月間に渡り番組を担当した井上が降板。9月30日放送分からは、吉田と美馬は引き続き出演する一方、新たに小林由未子が月曜日と火曜日を、国山ハセンが水曜日から金曜日までを担当している。
2014年3月28日で姉妹番組『朝ズバッ!』共々終了する。後番組は『はやチャン!』。

## 主な出演者

### 放送終了時点の出演者
メインキャスター
- 吉田明世（TBSアナウンサー）

サブキャスター
- 小林由未子（TBSアナウンサー） - 月・火曜日
- 国山ハセン（TBSアナウンサー） - 水 - 金曜日

お天気キャスター
- 美馬怜子

「ニッポン経済深わかり ひもとき!エコノミクス」解説
- 播摩卓士（TBSテレビ報道局編集主幹）

### 過去の出演者
| 2008.3.28 | 2009.3.27  | 岡安弥生  | 高畑百合子 岡村仁美 | 高畑百合子 岡村仁美 | 根本美緒1 |
| 2009.3.30 | 2009.9.25  | 蓮見孝之2 | 岡村仁美            | 岡村仁美            | 根本美緒1 |
| 2009.9.28 | 2009.12.29 | 蓮見孝之2 | 江藤愛              | 江藤愛              | 根本美緒1 |
| 2010.1.4 | 2010.3.26  | 井上貴博  | 江藤愛              | 江藤愛              | 根本美緒1 |
| 2010.3.29 | 2010.4.6   | 井上貴博  | 江藤愛              | 江藤愛              | （不在）  |
| 2010.4.7 | 2010.9.24  | 井上貴博  | 江藤愛              | 江藤愛              | 美馬怜子3 |
| 2010.9.29 | 2013.3.29  | 井上貴博  | 小林悠              | 小林悠              | 美馬怜子3 |
| 2013.4.1 | 2013.09.27 | 井上貴博  | 吉田明世            | 吉田明世            | 美馬怜子3 |
| 2013.9.30 | 2014.3.28  | 吉田明世  | 小林由未子          | 国山ハセン          | 美馬怜子3 |
| - 岡安、根本、美馬以外は全てTBSアナウンサー。 - 1 気象予報士。 - 2 蓮見が休暇もしくは『朝ズバッ!』でみのもんたの代理を務める場合は、井上が蓮見の代理を務めた。 - 3 モデル。 |            |           |                     |                     |           |

## 主なコーナー
吉田のけさイチ
吉田がスポーツ紙や一般紙から一面記事を紹介する。
最新ニュース
朝いちばんのニュースコーナー。
ニッポン経済深わかり ひもとき!エコノミクス
日本経済の歴史を紐解き、経済をわかりやすく解説するコーナー。解説はTBS解説委員播摩卓士、聞き手は吉田。事前収録されたVTRを放送する。当コーナーはスマートホンサイトの「日経サプリ with TBS」とコラボして、放送されたものがサイトでも配信される。
朝刊早ズバッ!ピックアップ
スポーツ紙や一般紙から注目記事を紹介する。
ゆみこの朝刊増し増し（月・火曜）/ハセンの朝刊増し増し（水 - 金曜日）
小林（月・火曜日）、国山（水 - 金曜日）がスポーツ紙や一般紙から注目記事を紹介する。
早起きは三文のトク!はや単!
日本経済新聞の紙面から、知っておきたい経済記事をわかりやすく解説するコーナー。当コーナーはスマートホンサイトの「日経サプリ with TBS」とコラボして、放送されたものがサイトでも配信された。
スポーツ紙 注目記事
各スポーツ紙から注目記事を紹介する。

## タイムテーブル

### 2013年10月7日 - 2014年3月28日
- 5:15:30 オープニング・吉田のけさイチ
- 5:17 最新ニュース
- 5:19 お天気
- 5:20 ニッポン経済深わかり ひもとき!エコノミクス
- 5:23 朝刊早ズバッ!ピックアップ
- 5:28 ゆみこの朝刊増し増し（月・火曜）/ハセンの朝刊増し増し（水 - 金曜日）

### 2013年4月1日 - 10月4日
2013年4月1日からは、5:15:00 - 5:15:30にカウキャッチャー（番組前CM）が挿入され、本編内のCMがなくなった。
- 5:15:30 オープニング
- 5:17 最新ニュース
- 5:21 お天気
- 5:22 早起きは三文のトク!はや単!
- 5:28 スポーツ紙 注目記事

### 2012年8月27日 - 2013年3月29日
- 5:15 オープニング・スポーツ紙 けさの一面・注目記事
- 5:18 CM（30秒）
- 5:19 早起きは三文のトク!はや単!
- 5:25 お天気
- 5:26 最新ニュース
- 5:29 朝ズバッ!ラインナップ

### 2011年1月4日 - 2012年8月24日
- 5:15 オープニング・スポーツ紙 けさの一面
- 5:18 CM（30秒）・ニュースランキング
- 5:20 お天気
- 5:22 最新ニュース
- 5:29 朝ズバッ!ラインナップ

### 2010年9月29日 - 2010年12月29日
- 5:15 オープニング・けさの注目記事
- 5:16 暦のミカタ
- 5:18 CM（30秒）・お天気
- 5:20 ニュースランキング
- 5:21 最新ニュース
- 5:28 朝ズバッ!のみどころ（高畑百合子・加藤シルビアも登場）

### 2010年3月29日 - 2010年9月24日
- 5:15 オープニング・けさの注目記事
- 5:17 ニュースランキング
- 5:18 CM（30秒）・とれたてんき
- 5:20 最新ニュース
- 5:27 数字のミカタ!

### 2009年9月28日 - 2010年3月26日
- 5:15 オープニング
- 5:16 朝どりニュース
- 5:18 ネモmemo
- 5:19 CM（30秒）
- 5:20 とれたてんき
- 5:21 ニュースランキング
- 5:22 最新ニュース
- 5:26 ニュースここがポイント

### 2009年3月30日 - 2009年9月25日
- 5:15 オープニング
- 5:16 天気予報（ネモめも）
- 5:20 ニュースランキング
- 5:25 気になるニュース

### 2008年3月28日 - 2009年3月27日
- 5:15 オープニング（40秒程度）・CM（30秒）
- 5:16 ニュースランキング
  - 毎日jpのニュースランキングを1位から10位まで紹介。
- 5:18 最新ニュース
- 5:22 とれたてんき
  - 関東ローカルであるためか、全国の天気と併せて関東の天気がそのままネット局にも流されていた。
- 5:25 エンタまご
- 5:27 スポたま
- 5:29 エンディング

#### 備考
- 以前は、エンディングにはみのもんたも登場し、ステブレレスで『朝ズバッ!』へ接続した（みのは、「とれたてんき」に顔出しすることもあれば、まったく出演しないこともあった）。なお、『朝ズバッ!』のオープニングで『早ズバッ!』の出演者やセット撤去作業が映る場合がある。また、2010年9月29日 - 2010年12月29日放送分では、エンディングで『朝ズバッ!』のみどころを紹介。高畑がスポーツのみどころを、加藤が「8時またぎ｣のみどころを、各アナウンサーの直筆フリップを使って紹介していた。

## ネット局
- 大災害等発生で『JNN報道特別番組』が組まれた場合、普段は非ネットとなっている局へも当番組が臨時にネットされる事がある。

| 放送対象地域  | 放送局              | 放送期間                                                                           | 備考 |
| ------------- | ------------------- | ---------------------------------------------------------------------------------- | --- |
| 関東広域圏    | TBSテレビ（TBS）    | 2008年3月28日（金）- 2014年3月28日（金）                                           | 制作局 |
| 北海道        | 北海道放送（HBC）   | 2008年3月28日（金） - 2009年3月27日（金）                                          | - |
| 静岡県        | 静岡放送（SBS）     | 2008年3月28日（金） - 2009年10月2日（金） 2014年3月24日（月）- 2014年3月28日（金） | 2009年10月5日 - 2014年3月21日は一旦放送中断。 『TBSニュースバード』（現・TBS NEWS）のCS再送信ネットを臨時に5:30まで延長。 |
| 中京広域圏    | 中部日本放送（CBC） | 2008年3月28日（金）- 2014年3月28日（金）                                           | - |
| 近畿広域圏    | 毎日放送（MBS）     | 2008年9月29日（月）- 2014年3月28日（金）                                           | - |
| 島根県 鳥取県 | 山陰放送（BSS）     | 2008年3月31日（月）- 2014年3月28日（金）                                           | - |
| 岡山県 香川県 | 山陽放送（RSK）     | 2008年3月31日（月）- 2014年3月28日（金）                                           | - |
| 山口県        | テレビ山口（tys）   | 2008年8月4日（月）- 2014年3月28日（金）                                            | - |
| 福岡県        | RKB毎日放送（RKB）  | 2008年3月31日（月）- 2014年3月28日（金）                                           | - |

## 緊急時の対応
2008年7月24日放送分は、同日未明に岩手県沿岸北部地震が発生したため、予定を変更して地震報道中心の内容となった。同日放送分は地震発生地にして（当時）本番組をネットしていなかったIBC岩手放送は勿論のこと、テレビユー山形、毎日放送、中国放送、テレビ山口、あいテレビなどにも臨時ネットされた。さらにCS・TBS NEWSでも同時放送され、初めて全国ネットが行われた。

### 東日本大震災発生時の対応
2011年3月14日は、東日本大震災関連のJNN報道特別番組の扱いで臨時に全国ネットとなった。

## BGM

### テーマ曲
- スプリームス 「You Can't Hurry Love」（開始 - 2011年9月）
- シーナ・イーストン 「Morning Train (Nine to Five)」（不明 - 2014年3月）

### お天気
- ジャクソン5 「ABC」（開始 - 2011年9月）

## 関連番組
- みのもんたの朝ズバッ!